# نرت چوی چیس (مریلند)
نرت چوی چیس (به انگلیسی: North Chevy Chase) شهری در ایالت مریلند کشور ایالات متحده آمریکا است که جمعیت آن در سرشماری سال ۲۰۱۰ میلادی، ۵۱۹ نفر بوده‌است.